# Petit Miladear
Albums de petit milady
Cheri Cheri? Milady!!
(13 mai 2015)
Singles
1. Kagami no Dualism / 100% Cider Girl
Sortie : 15 mai 2013
2. azurite
Sortie : 5 février 2014

Petit Miladear (プチミレディア), est le 1er album studio du groupe japonais Petit Milady sorti en 2014. 

## Détails de l'album
Le titre de cet album est un jeu de mots avec le nom du groupe d’idoles et le terme anglais « Dear » (trad. : cher).
L'album sort le 7 mai 2014 en plusieurs éditions : une régulière, une limitée et une deluxe. Il marque les débuts de duo après sa formation en 2013. Il atteint la 6e place du classement hebdomadaire des ventes de l'Oricon et s'y maintient pendant trois semaines.
Le CD contient 13 titres dont les deux singles physiques, Kagami no Dualism / 100% Cider Girl (2013) et azurite (2014) et numériques du groupe depuis leurs débuts, ainsi que des chansons inédites. La chanson co-face A 100% Cider Girl figure dans sa version originale ainsi que dans une version remixée.
Les éditions limitées sont accompagnées soit d’un DVD  soit d’un Blu-ray, comportant des clips ou une vidéo de concert selon la version.
La musique vidéo de la chanson inédite Ma Chérie est mise en ligne sur YouTube afin de promouvoir la sortie de l'album.

## Liste des titres
| 1.  | Hajimarism (ハジマリズム)                            |      |
| 2.  | trip trick trap                                      |      |
| 3.  | azurite                                              |      |
| 4.  | Kagami no Dualism (鏡のデュアル・イズム)             |      |
| 5.  | Kasanariaru (カサナリアル)                           |      |
| 6.  | Doki Dokido (ドキ♡ドキド)                            | 4:19 |
| 7.  | Fortune Future!                                      |      |
| 8.  | Radio Whip (Radioホイップ)                           |      |
| 9.  | Suki Kira Kirai Daisuki (スキ キライ キライ 大スキ♡) |      |
| 10. | 100% Cider Girl (100%サイダーガール)                 |      |
| 11. | Akaneiro no Diary (茜色のダイアリー)                 | 4:28 |
| 12. | Ma Chérie                                            |      |
| 13. | 100% Cider Girl (Retro Future Mix)                   |      |

| 1. | 100% Cider Girl (Music Video)                                                                                        |  |
| 2. | 2nd Single Release Event in Nicofarre Digest Movie (セカンドシングル発売記念イベントIn ニコファーレダイジェスト映像) |  |

| 1. | 100% Cider Girl (Music Video) |  |
| 2. | Azurite (Music Video)         |  |
| 3. | Ma Chérie (Music Video)       |  |